# Cinnamomum corneri
Cinnamomum corneri är en lagerväxtart som beskrevs av André Joseph Guillaume Henri Kostermans. Cinnamomum corneri ingår i släktet Cinnamomum och familjen lagerväxter. Inga underarter finns listade i Catalogue of Life.